# Бабаробот
«Бабаробот» — девятый студийный альбом ска/панк-рок-группы «Ленинград». Полное название диска — «Бабаробот, или Как нужно делать саундтреки».
Он представляет собой так называемый «фильм» (или даже сказку), историю, которая повествует о парнях, работавших на заводе и сдавших своего друга по кличке Робот за киборга, модель которого — «Бабаробот».
Ленинград всегда был очень профессиональной командой, и Бабаробот с музыкальной точки зрения, возможно, их лучший, и уж точно самый разнообразный альбом. Хотя свои таланты они демонстрируют настолько непринуждённо, что на это, как и раньше, возможно, никто просто не обратит внимания.
И всё же по сравнению с предыдущими альбомами группы Бабаробот не производит столь яркого впечатления. Что, судя по всему, было сделано намеренно. Ленинград отказались от своих коротких и хлёстких, пусть и дебильных, хитов, решив попробовать развёрнутый стёб.Алексей Ерёменко (Звуки.ру)
Трек «Геленджик» стал хитом и долго не покидал российские чарты.

## Список композиций
| №                   | Название             | Длительность |
| ------------------- | -------------------- | ------------ |
| 1.                  | «Караоке»            | 1:54         |
| 2.                  | «Наш завод»          | 1:49         |
| 3.                  | «Мы идём»            | 1:44         |
| 4.                  | «Бабаробот»          | 1:52         |
| 5.                  | «Теперь я бабаробот» | 1:34         |
| 6.                  | «Мачи»               | 3:03         |
| 7.                  | «Всё хоросё»         | 2:37         |
| 8.                  | «Кому легко»         | 2:28         |
| 9.                  | «Роботы ебоботы»     | 2:26         |
| 10.                 | «Ария робота»        | 1:49         |
| 11.                 | «Геленджик»          | 3:10         |
| 12.                 | «Алые паруса»        | 2:11         |
| Общая длительность: | Общая длительность:  | 30:21        |